# Жан-Батіст Сей
Жан-Батіст Сей (фр. Jean-Baptiste Say; *5 січня 1767, Ліон, Франція — †15 листопада 1832, Париж, Франція) — французький економіст, представник класичної школи економічної науки.

## Біографічні відомості
Народився Жан-Батіст 5 січня 1767 р. у французькому місті Ліоні в сім´ї купця. Отримавши освіту, достатню, щоб продовжити сімейні підприємницькі традиції, Жан-Батіст вирішив зайнятися самоосвітою, особливо вивченням політичної економії.
У 1789 р. під час політичних подій, які відбувалися у тогочасній Франції, Жан-Батіст здійснив поїздку в Англію. У тому ж 1789 р. після повернення на батьківщину вступає до одного із страхових товариств. У 1792 р. Жан-Батіст, приєднавшись до якобінців, пішов волонтером у так звану революційну армію, яка воювала з європейськими монархами на західних кордонах Франції. Потім, у 1794 р., покинув її, щоб випробувати себе на посаді редактора досить солідного журналу і перебував на вістрі соціально-політичного життя своєї країни аж до 1799 р.
у 1799 р. молодий Жан-Батіст отримує членство в Трибунаті комітету фінансів Франції, у якому він перебуває 4 роки, до свого звільнення Наполеоном Бонапартом.
Однією з перших вагомих робіт був «Трактат політичної економії, чи просте викладення способу, яким створюються, розподіляються і споживаються багатства» (1803). Праця дістала велику критику з боку правлячої влади, зокрема Наполеона, який не тільки заборонив видання Трактату, а й виключив його автора із Трибунату, давши йому нижче призначення поза цією державною структурою.
У 1812 р. на тлі поразок Наполеона та послаблення його влади Жан-Батіст вирішує відкрити власну бавовнопрядильну фабрику. Через деякий час він її продає і на виручені кошти вирішує здійснити друге видання свого "Трактату". Воно з´явилося тільки після остаточного падіння Наполеона у 1814 р., а через деякий час вийшли ще три інші видання — відповідно 1817, 1819 і 1826 pp. Ця праця згодом була перекладена на багато мов. Вона принесла Сею славу найвидатнішого економіста Франції.
Зміни, які відбувалися у Франції з падінням режиму Наполеона, реабілітували ім´я Жана-Батіста Сея як ученого-економіста і громадського діяча. Він був визнаний новим урядом. Сей відмовився від республіканізму своєї юності і став вірно служити Бурбонам. Він продовжив роботу над своїми творами з політичної економії, став виступати з політичними лекціями, демонструючи мистецтво, систематизувати і популяризувати основні положення економічної теорії. Вже у 1816 р. в Атені Сей читав курс лекцій з політичної економії. У 1817 р. він випустив у світ свій "Катехізис політичної економії". А з 1819 р. в Консерваторії мистецтв і ремесел Сей розпочав читання лекцій спеціально введеного для нього урядом Реставрації «Курсу індустріальної економіки».
З 1830 р. і до останніх років життя Жан-Батіст очолював спеціально створену для нього кафедру політичної економії в Коллеж де Франс, ставши засновником власної школи економічної думки, котру пізніше представляли Фредерік Бастіа, Міпіель Шевальє, Шарль Дюнуайте та інші.
За кілька років до своєї смерті (у 1828 — 1829 pp.) Жан-Батіст Сей видав підсумкову у своєму житті працю «Повний курс практичної політичної економії» в шести томах, у якій намагався відобразити насамперед практичну значущість економічної теорії, яка ґрунтується на принципах економічного лібералізму, невтручання в економіку ззовні.
Помер Жан-Батіст 15 листопада 1832 р. в Парижі і похований на кладовищі Пер-Лашез.

## Науковий доробок

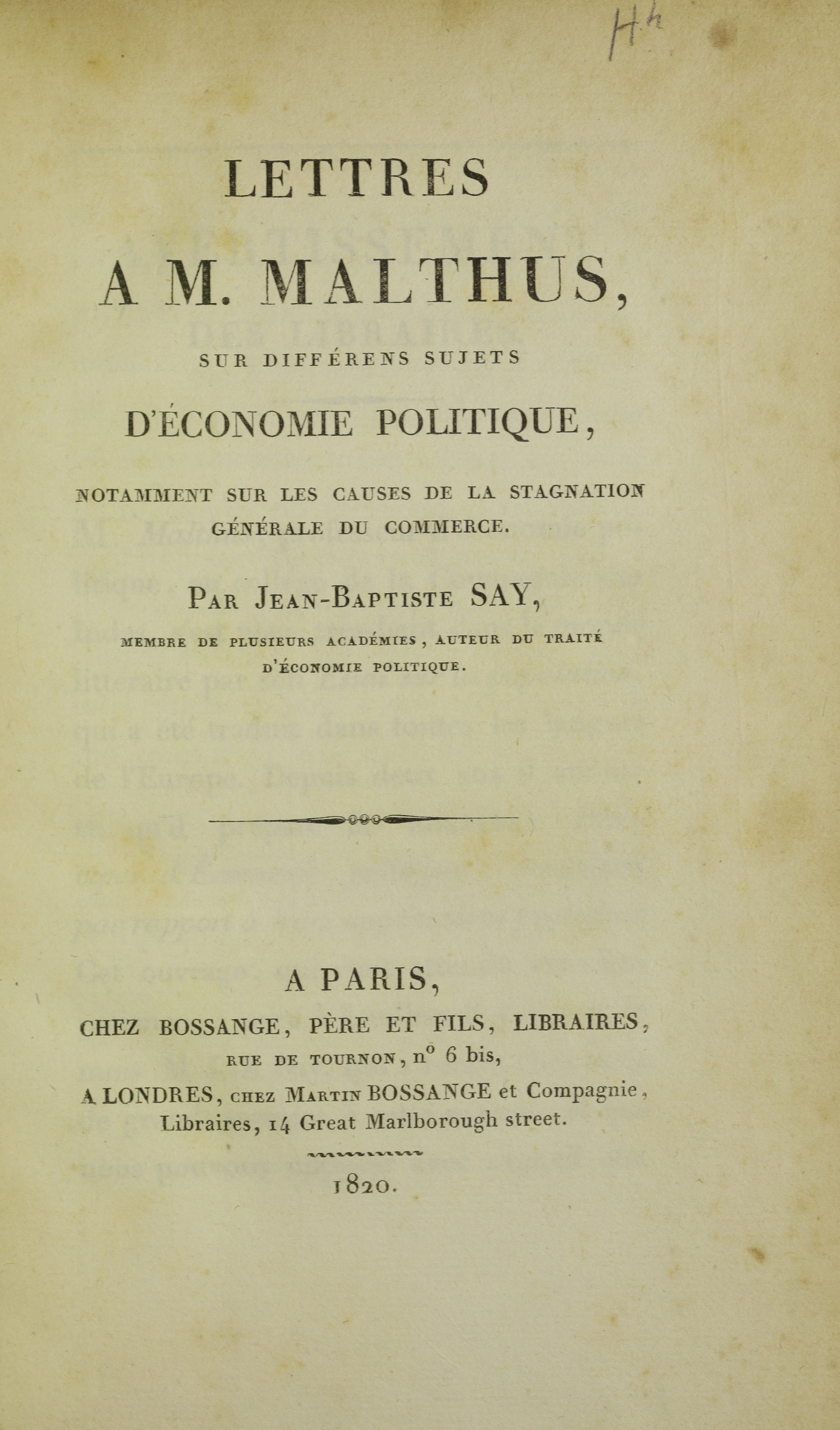
Lettres a M. Malthus, 1820

- 1800: Ольвія, або тест на те, як реформувати моральність нації / Olbie, ou essai sur les moyens de reformer les mœurs d'une nation
- 1803: Трактат політичної економії, чи просте викладення способу, яким створюються, розподіляються і споживаються багатства / Traité d'économie politique ou simple exposition de la manière dont se forment, se distribuent et se composent les richesses
- 1815: Англія та англійська мова / De l'Angleterre et des Anglais
- 1815: Катехізис політичної економії / Catéchisme d'économie politique
- 1817: / Petit volume contenant quelques aperçus des hommes et de la société
- 1818: / Lettre a Ternaux aine
- 1818: Навігація каналів у нинішньому становищі Франції / Des canaux de navigation dans l'état actuel de la France
- 1818: Важливість порту Ла-Віллет / De l'importance du port de la Villette
- 1820: Листи пану Мальтусу на різні теми політичної економії, у тому числі загальної стагнації торгівлі / Lettres a M. Malthus sur différents sujets économie politique, notamment sur les causes de la stagnation générale du commerce
- 1824: Про торговельний баланс / De la balance des consommations avec les productions
- 1826: Політична економія сучасного: загальні риси, її номенклатури, її історія та бібліографія / De L'économie politique moderne, esquisse générale de cette science, de sa nomenclature, de son histoire et de sa bibliographie
- 1826:  Ринкова криза / De la crise commerciale
- 1827:  / Compte rendu de Malthus "Definitions in Political Economy"
- 1828: / Discours d'ouverture au cours économie industrielle
- 1828-1829: Повний курс практичної політичної економії / Cours complet économie politique pratique
- 1833: / Mélange et Correspondance économie politique
- 1848: Збірник наукових праць Жана-Батіста Сея / Œuvres diverses de Jean-Baptiste Say